# Xã Sigel, Quận Shelby, Illinois
Xã Sigel (tiếng Anh: Sigel Township) là một xã thuộc quận Shelby, tiểu bang Illinois, Hoa Kỳ. Năm 2010, dân số của xã này là 826 người.